# سكيرية
سكيرية (الاسم العلمي: Saccharomycetaceae) هي فصيلة من الفطريات تتبع رتبة السكيريات من طائفة السكيرياوات.

## أجناس
- سكيري